# سحاب قلعي

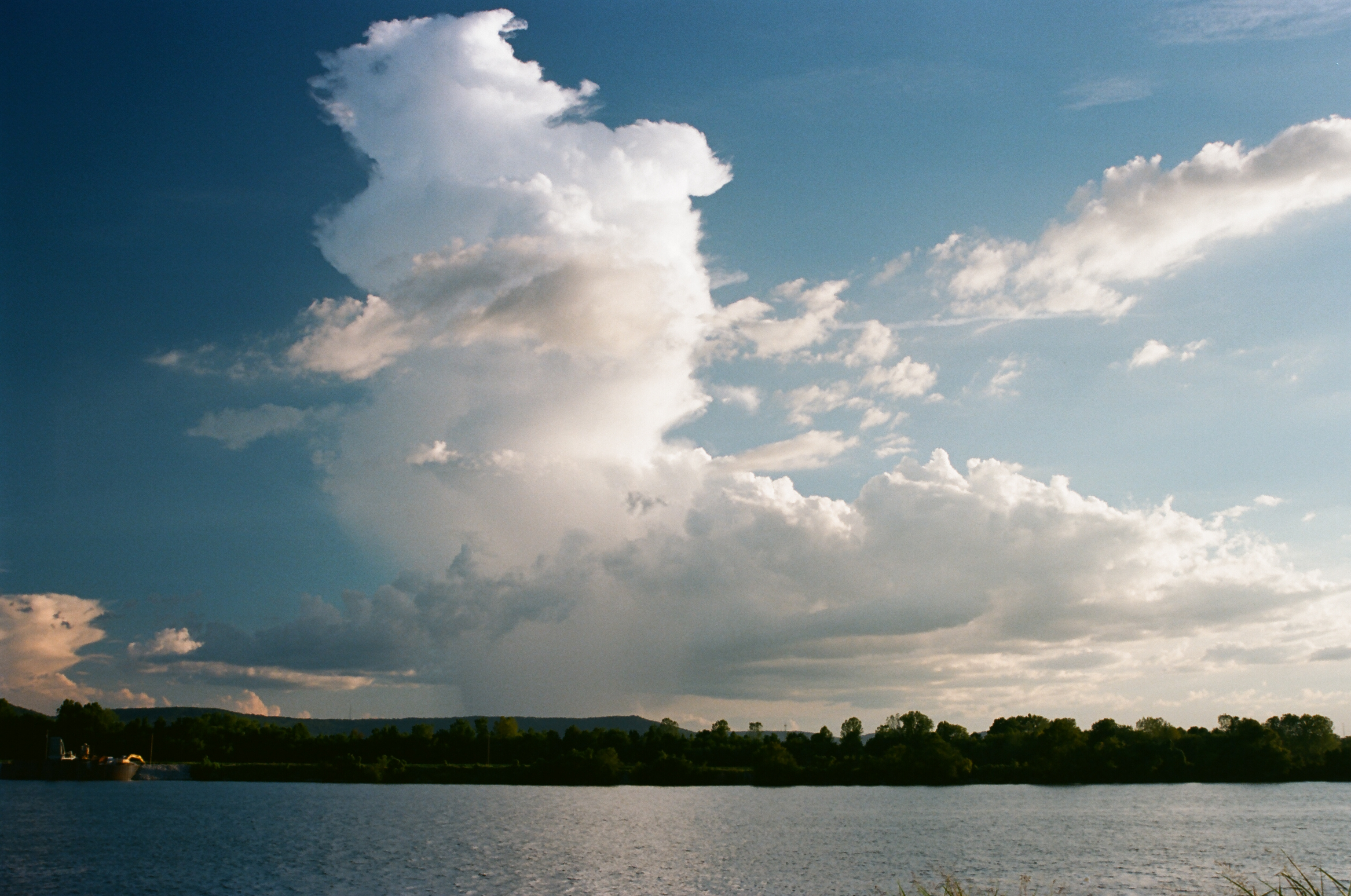
سحاب قلعي

السحب القلعية  </ref> هي غيوم السمحاق الطبقي التي تبدو بشكل أبراج وقلاع عندما ينظر إليها جانبياً.

## اقرأ أيضاً
- أنواع السحب

## المصدر
- المعجم الجغرافي المناخي